# Vodní stav
Vodní stav u vodních toků se obvykle udává jako výška hladiny vody nad nulou vodočtu, zpravidla v centimetrech, jedná se tedy v zásadě o smluvní hodnotu.
Protože však nula vodočtu musí mít vždy známou nadmořskou výšku, lze vodní stav přepočítat na nadmořskou výšku hladiny.
Vodní stav se měří buď přímým odečtem z vodočtu, nebo (v současné době téměř výhradně) je zaznamenáván limnigrafem (nejrůznější konstrukce), případně telemetricky přenášen z limnigrafické stanice do dispečinku. Z vodního stavu se s pomocí konsumční křivky odvozuje průtok vodního toku.
Na splavných tocích je při dosažení určité hodnoty vodního stavu zaručena plnosplavnost, při nižších hodnotách vodního stavu existují omezení maximálního ponoru plavidla. Podobně na vodácky využívaných tocích bývají udány nejnižší vodní stavy, při nichž lze daný tok (případně daný úsek toku) bez obtíží splouvat.